# Угольщик (футбольный клуб, Шахтинск)
«У́гольщик» — советский футбольный клуб из Шахтинска Карагандинской области (Казахская ССР).

## История
Основан не позднее 1967 года. В 1967 году вышел в финальную часть чемпионата Казахской ССР среди КФК и занял там четвёртое место среди четырёх участников.
В 1968—1969 годах участвовал в соревнованиях мастеров в классе «Б» (третий уровень советского футбола на тот момент), в обоих сезонах занимал места ближе к концу турнирной таблицы. За два сезона клуб сыграл 80 матчей, в которых одержал 14 побед, 26 раз сыграл вничью и 40 матчей проиграл. Самая крупная победа — в 1968 году над «Автомобилистом» из Кзыл-Орды 4:0, самое крупное поражение — в 1969 году от павлодарского «Трактора» 0:6 (дважды). Тренировали клуб Христофор Газелириди, а также играющие тренеры Лев Лисицкий и Владимир Камышёв.
По окончании сезона 1969 года клуб был лишён статуса команды мастеров. О дальнейшем существовании сведений нет.

## Достижения
- Во второй лиге СССР — 17 место (в зональном турнире РСФСР класса «Б» 1968 год).

## Результаты выступлений
| Сезон | Турнир                                    | Достижение |
| ----- | ----------------------------------------- | ---------- |
| 1968  | Чемпионат СССР 1968, класс «Б», Казахстан | 17-е место |
| 1969  | Чемпионат СССР 1969, класс «Б», Казахстан | 18-е место |